# آلفردو گراسیانی
آلفردو گراسیانی (انگلیسی: Alfredo Graciani; ۶ ژانویهٔ ۱۹۶۵ – ۲۱ آوریل ۲۰۲۱) بازیکن فوتبال اهل آرژانتین بود.
از باشگاه‌هایی که در آن بازی کرده‌است می‌توان به باشگاه فوتبال بوکا جونیورز، باشگاه فوتبال لوگانو، باشگاه فوتبال کاراکاس، باشگاه فوتبال راسینگ کلوب آویاندا، و باشگاه فوتبال آرژانتینوس جونیورز اشاره کرد.
وی همچنین در تیم ملی فوتبال زیر ۲۰ سال آرژانتین بازی کرده‌است.